# Aymavilles
Aymavilles is een gemeente in de Italiaanse regio Aostadal en telt 1966 inwoners (31-12-2004). De oppervlakte bedraagt 53,5 km², de bevolkingsdichtheid is 37 inwoners per km².
De volgende frazioni (Frans: hameaux) maken deel uit van de gemeente: Le Bettex, La Camagne, Caouz, Chef-lieu, Cerignan, Le Chabloz, Champagnole, Champessolin, Champlan, Champleval-Dessous, Le Château, Cheriettes, Chevril, Clos-Savin, La Cleyvaz, La Combaz-de-la-Donnaz, Crétaz-Saint-Martin, Le Croux, Le Dialley, La Ferrière, Le Folliex, Le Fournier, Gallièse, Le Géraudey, Le Glassier, Les Léonard, Lillaz, Le Micheley, Le Montbel, Les Moulins, Orsière, Ozein (Le Belley, Le Chantel, Le Dailley, La Charrère, Les Murasses, Pos, Vers-les-Prés, La Ville), Pesse, Pognon Pompiod, Le Pont-d'Aël, La Poyaz, La Roche, Saint-Léger, Saint-Maurice, Seissogne, Sylvenoire, Tour-d'Allian (Villetos), Turlin (Chanabertaz, Turlin-Dessous, Turlin-Dessus), Les Urbains, Venoir, Vercellod, Vieyes.

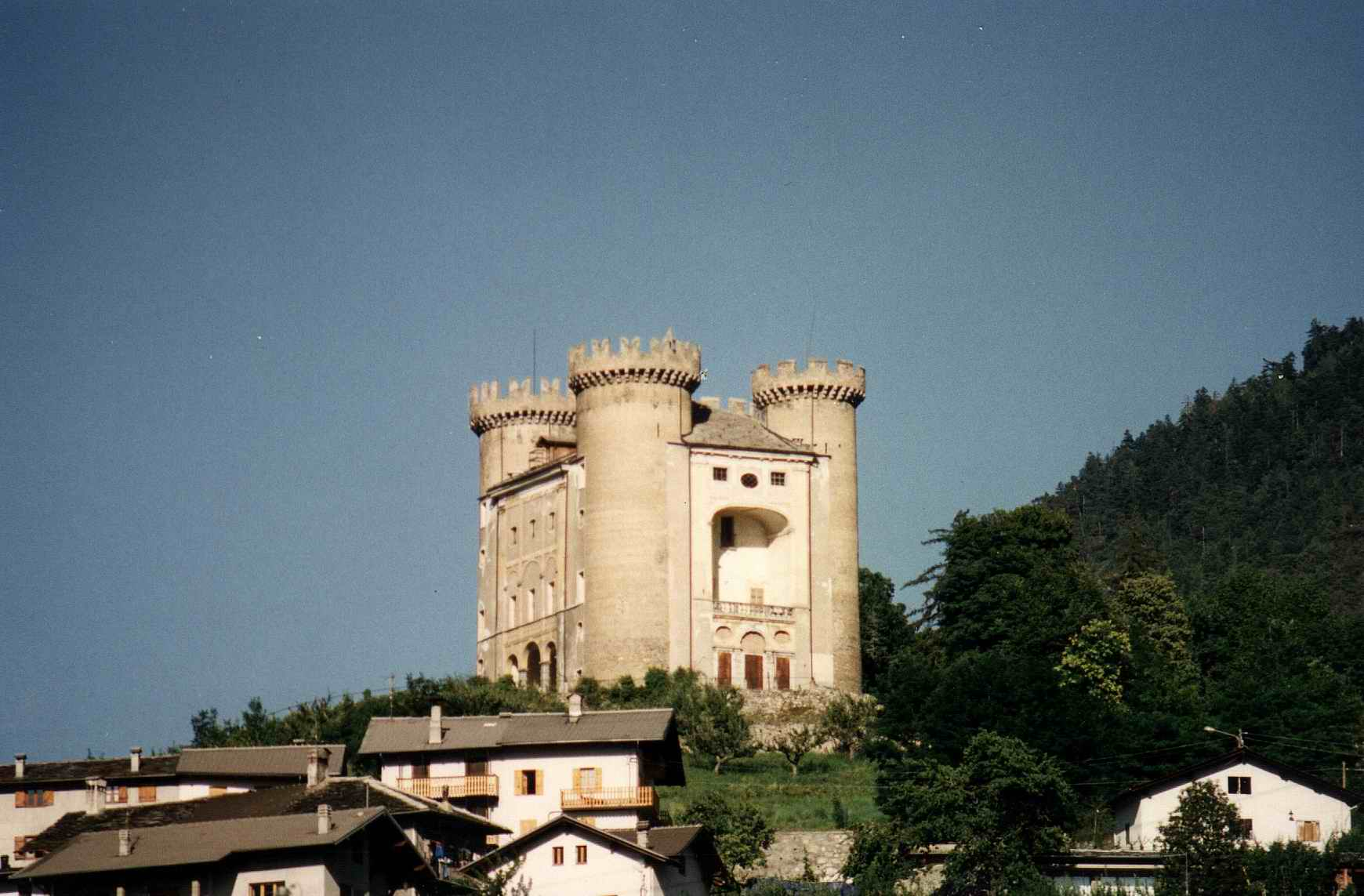
Kasteel van Aymavilles
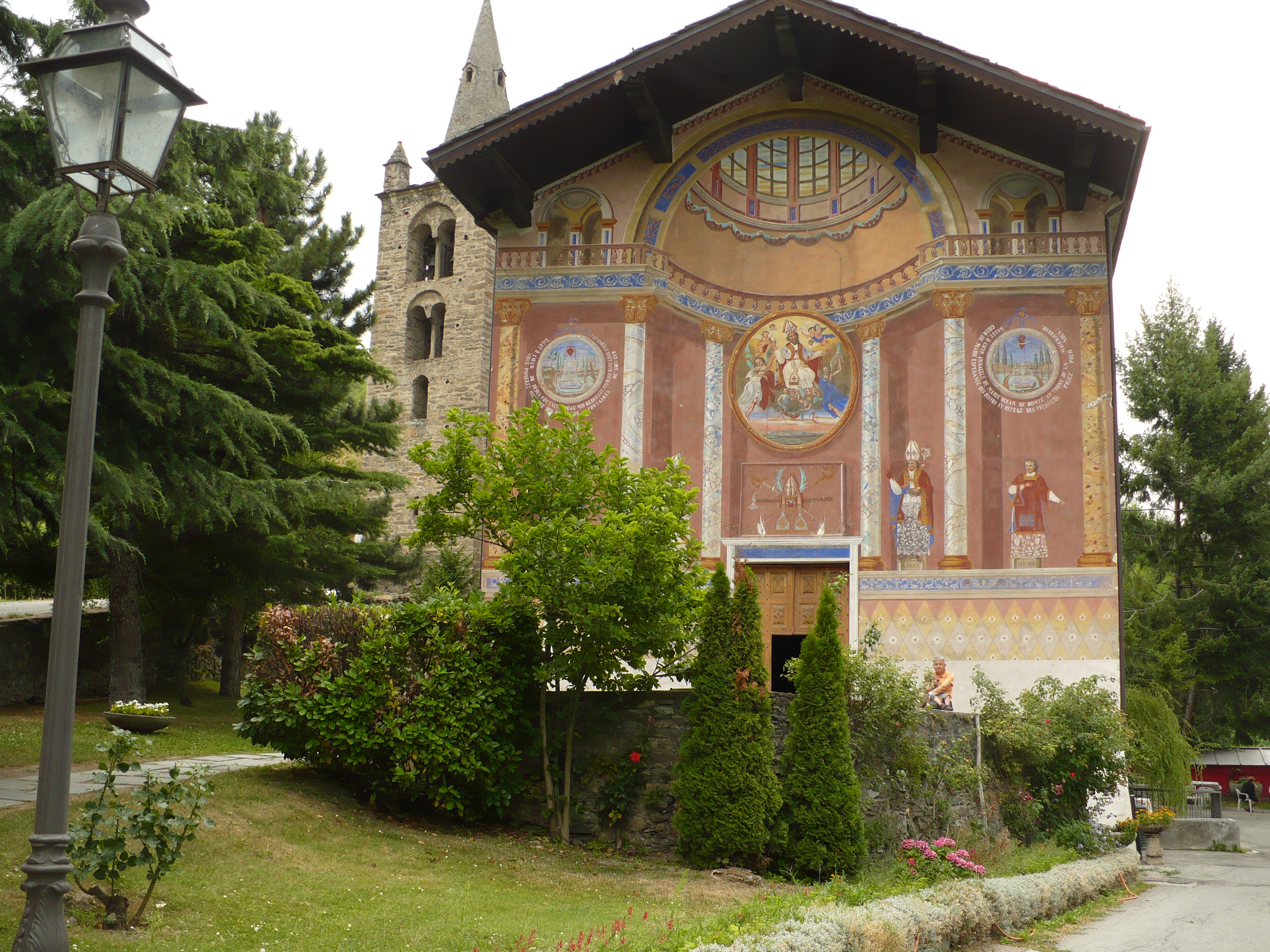
Kerk van Saint-Léger
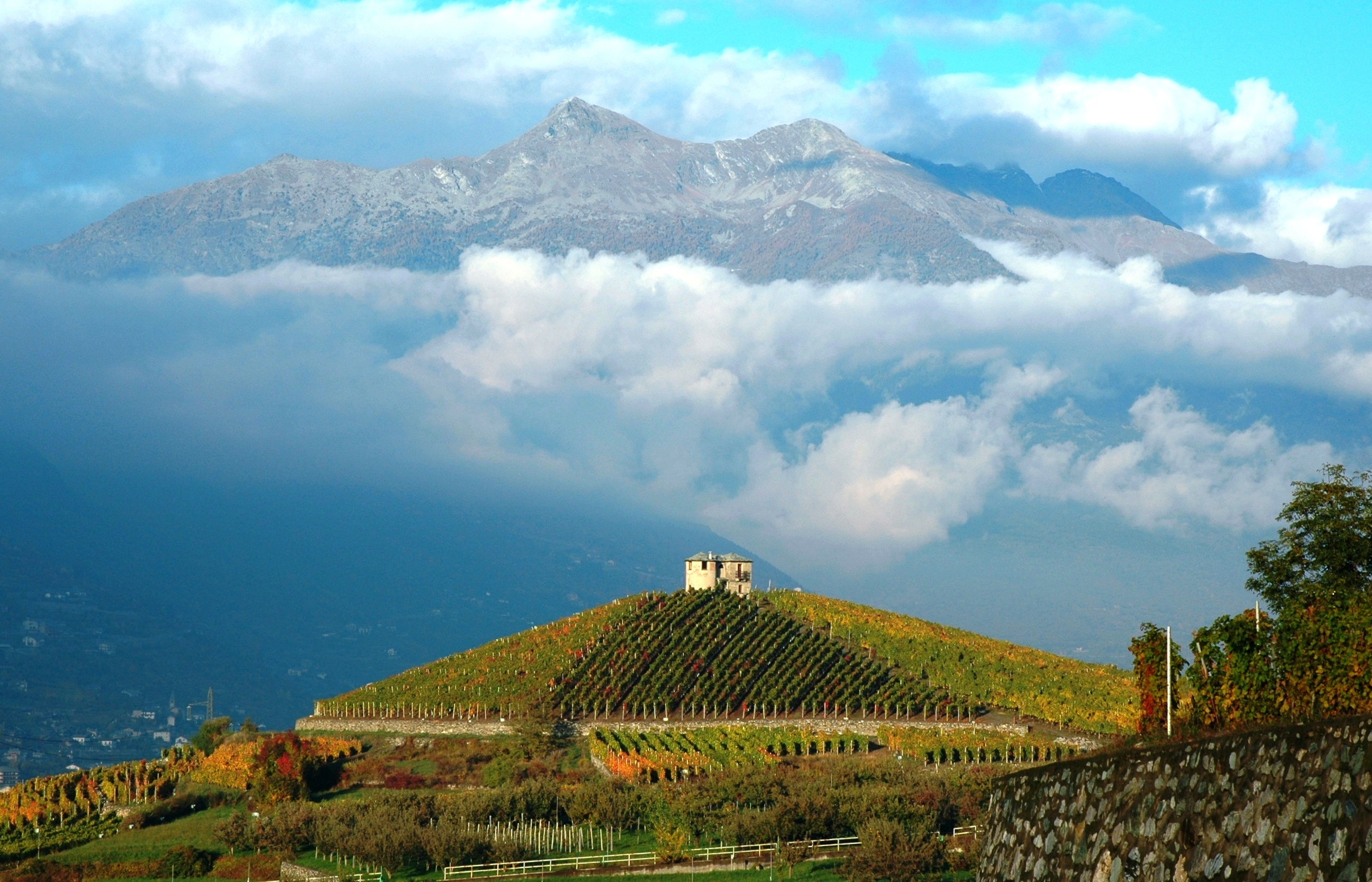
Ozein
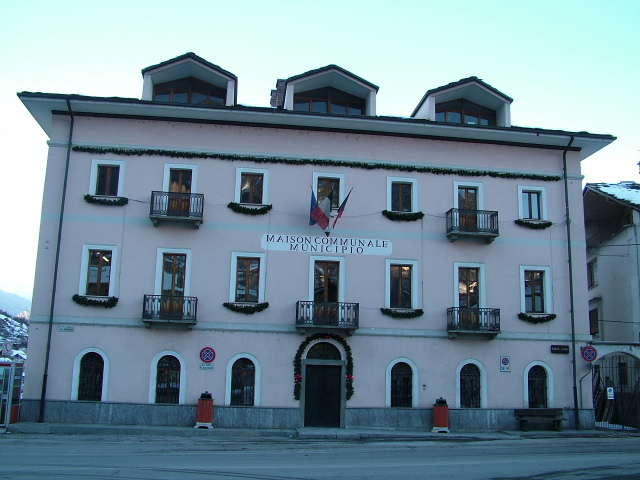
Gemeentehuis

## Demografie
Aymavilles telt ongeveer 854 huishoudens. Het aantal inwoners steeg in de periode 1991-2001 met 11,9% volgens cijfers uit de tienjaarlijkse volkstellingen van ISTAT.
| Jaar | Inwoneraantal |
| ---- | ------------- |
| 1991 | 1653          |
| 2001 | 1850          |

## Geografie
De gemeente ligt op ongeveer 640 m boven zeeniveau.
Aymavilles grenst aan de volgende gemeenten: Cogne, Gressan, Jovençan, Saint-Pierre, Sarre (Valle d'Aosta), Valsavarenche, Villeneuve.